# Fernrohrlage
Mit einem Theodolit oder einem Tachymeter kann ein Zielpunkt in zwei Fernrohrlagen angezielt werden, indem das gesamte Instrument (die Alhidade) um 180° um die Stehachse gedreht und anschließend das Fernrohr so gekippt – „durchgeschlagen“ – wird, dass wieder das gleiche Ziel anvisiert wird.
Weil der Vertikalkreis dabei seine Lage von links auf rechts (oder umgekehrt) wechselt, spricht man auch von der zweiten Kreislage (je nach Instrument: Kreislage links und rechts bzw. Kreislage I und II).
Das Durchschlagen mit Mittelwertbildung wird aus folgenden Gründen durchgeführt:
1. Der konstruktive Kippachsenfehler (einige 0,001°) wird bei Zielung in 2 Kreislagen vollständig eliminiert
2. Der nicht völlig wegjustierte Rest des Zielachsenfehlers wird eliminiert
3. Die Messgenauigkeit steigt (allerdings auch der Aufwand): einerseits durch die Mittelung beider Ablesungen, andererseits durch Verringerung der Zielfehler des Beobachters (zwar nur etwa 1", aber systematische Wirkung – siehe auch Persönliche Gleichung)
4. Eine mögliche Exzentrizität der Stehachse (einige µm) wird unschädlich (jene der Aufstellung des Stativs bleibt hingegen wirksam)